# Carcharhinus obsoletus
Espèce
Statut de conservation UICN

PE : Peut-être éteint
Carcharhinus obsoletus, surnommé en anglais « Lost shark » (« requin perdu »), est une espèce de requins appartenant à la famille des Carcharhinidae. Cette espèce de requins n'a été décrite pour la première fois qu'en 2019, mais elle a probablement déjà disparu, aucun spécimen vivant n'ayant été observé depuis au moins 80 ans,,.

## Description
Carcharhinus obsoletus est une espèce de requins relativement petite et élancée : les spécimens conservés, des jeunes, ont une longueur de 34, 37 et 43,3 cm. Le museau est allongé alors que la tête, vue de dessus, est large, de forme parabolique. Les yeux sont relativement grands.
Les dents antérieures de la mâchoire supérieure sont triangulaires, en dent de scie et larges à la base. Dans la mâchoire inférieure, les dents de devant sont plus étroites et ont des extrémités droites dans la plupart des cas. Dans les deux mâchoires, les dents postérieures et latérales sont légèrement recourbées. La mâchoire supérieure comprend 27 à 31 rangées de dents ; la mâchoire inférieure, de 26 à 29. Carcharhinus obsoletus possède de 114 à 120 vertèbres.
La première nageoire dorsale est triangulaire. Elle commence après le premier tiers des nageoires pectorales. Il n'y a pas de crête interdorsale. La seconde nageoire dorsale est légèrement plus petite que l'anale et beaucoup plus petite que la première. Leur hauteur ne représente que 22 à 31 % de la hauteur de la première nageoire dorsale. La nageoire anale est 1,2 à 1,5 fois plus haute que la deuxième nageoire dorsale.
Carcharhinus obsolerus Borneohai (Carcharhinus borneensis) ressemble à cette espèce, mais en diffère par le nombre et la morphologie des dents et par quelques autres traits morphologiques.

## Découverte
Trois spécimens, découverts à Bornéo, en Thaïlande et au Viêt Nam, étaient préservés depuis les années 1930 dans de l'éthanol à l'Académie des sciences naturelles de Philadelphie et au musée d'histoire naturelle de Vienne. Ils étaient considérés comme étant des spécimens particulièrement petits de Carcharhinus porosus. Mais, en 2019, William Toby White, Peter M Kyne et Mark Harris relèvent des différences, notamment au niveau de la morphologie de la mâchoire, des dents et de la taille des yeux. Les trois chercheurs australiens décident alors de changer l'attribution taxinomique de ces requins.

### Publications originales
- (en) William Toby White, Peter M Kyne et Mark Harris, « Lost before found: A new species of whaler shark Carcharhinus obsolerus from the Western Central Pacific known only from historic records », PLOS One, PLoS, vol. 14, no 1,‎ 2 janvier 2019, e0209387 (ISSN 1932-6203, OCLC 228234657, PMID 30601867, PMCID 6314596, DOI 10.1371/JOURNAL.PONE.0209387).